# Imperiet
Imperiet (schwedisch für Das Imperium) war eine schwedische Rockband, die von 1983 bis 1988 bestand.

## Geschichte
Imperiet begann als Rymdimperiet (Das Weltraumimperium) und war zunächst ein Nebenprojekt von drei Mitgliedern der schwedischen Punkband Ebba Grön. Ebba Grön zerbrach im Jahr 1983, woraufhin Joakim Thåström (Gesang, Gitarre), Anders "Stry" Sjöholm (Gesang, Gitarre) und Gunnar "Gurra" Ljungstedt (Schlagzeug) entschieden, die Band unter der Bezeichnung Imperiet als Hauptprojekt weiterzuführen. Ergänzt wurde das Trio durch Christian Falk (Bass) und Per Hägglund (Saxofon, Keyboards). Die erste Single veröffentlichte die neue Band im Frühjahr 1983; ihr erstes Konzert gab sie am 7. April 1983 im alternativen Club Kolingsborg im Stockholmer Stadtteil Södermalm.
Erfolgreich waren Imperiet vor allem in Skandinavien. Die Band tourte auch in Übersee, spielte unter anderem in den Vereinigten Staaten, Kuba, Nicaragua und Mexiko. Mehrmals engagierte sie sich für den African National Congress. Im Laufe der Jahre erfolgten mehrere Umbesetzungen, bis die Band sich im Jahr 1988 wieder auflöste.

## Stil
Der Musikstil der Gruppe wurde von Punk, Rock und Synthie-Pop beeinflusst. Ihre Texte waren überwiegend politisch links und antiimperialistisch; Songs wie "CC Cowboys", "Alltid Rött, alltid Rätt" (Immer Rot, immer Recht) und "Var e Vargen?" (Wo ist der Wolf?) waren vom russischen Dichter  Wladimir Majakowski inspiriert.
Im Jahr 1988 veröffentlichten sie das Album Imperiet ausschließlich in englischer Sprache. Es bestand aus übersetzten Versionen ihrer alten Songs. Das Album wurde auf einer intensiven Tournee durch Europa vorgestellt, blieb aber ohne größeren Erfolg. Unter anderem trat die Band beim Festival Rock am Ring auf. Große Popularität erlangte die Band letztlich nur in Schweden und den Nachbarländern.
Der ursprüngliche Name der Band, Rymdimperiet, wurde dem Star-Wars-Film Das Imperium schlägt zurück (1980) (schwedischer Titel Rymdimperiet slår tillbaka) entliehen.

## Musiker

### Bandmitglieder
- Christian Falk († 2014) - E-Bass, Backgroundgesang (1983–1988)
- Joakim Thåström – Gesang, Gitarre (1983–1988)
- Per Hägglund – Synthesizer, Saxofon (1983–1987)
- Gunnar Ljungstedt – Schlagzeug (1983–1985)
- Anders Sjöholm ("Stry Terrarie") – Gesang, Orgel, Gitarre (1983–1984)
- Fred Asp – Schlagzeug (1985–1988)

## Diskografie

### Alben
| Jahr | Titel                | Höchstplatzierung, Gesamtwochen, AuszeichnungChartsChartplatzierungen (Jahr, Titel, Platzierungen, Wochen, Auszeichnungen, Anmerkungen) | Anmerkungen |
| Jahr | Titel                | SE | Anmerkungen |
| ---- | -------------------- | --- | ----------- |
| 1983 | Rasera               | SE11 (4 Wo.)SE |             |
| 1984 | Imperiet             | SE20 (8 Wo.)SE |             |
| 1985 | Blå Himlen Blues     | SE5 (9 Wo.)SE |             |
| 1985 | 2:a augusti 1985     | SE6 (11 Wo.)SE | Livealbum   |
| 1986 | Synd                 | SE4 (6 Wo.)SE |             |
| 1988 | Tiggarens Tal        | SE4 (5 Wo.)SE |             |
| 1990 | Kickar 1981-1987     | SE33 (3 Wo.)SE | Kompilation |
| 1995 | Greatest Hits        | SE29 (8 Wo.)SE | Kompilation |
| 2009 | Silver, guld & misär | SE10 (3 Wo.)SE | Kompilation |

Weitere Alben
- 1988: Imperiet
- 1988: Live/Studio (Livealbum/Kompilation)
- 2002: Alltid rött alltid rätt (Kompilation)

### Singles
| Jahr | Titel Album                  | Höchstplatzierung, Gesamtwochen, AuszeichnungChartsChartplatzierungen (Jahr, Titel, Album, Platzierungen, Wochen, Auszeichnungen, Anmerkungen) | Anmerkungen      |
| Jahr | Titel Album                  | SE | Anmerkungen      |
| ---- | ---------------------------- | --- | ---------------- |
| 1981 | Vod pojkar vill ha           | SE5 (6 Wo.)SE | als Rymdimperiet |
| 1983 | Felrättsnettheltfelrättsnett | SE17 (1 Wo.)SE | als Rymdimperiet |
| 1984 | Du ska va president          | SE15 (3 Wo.)SE |                  |
| 1984 | Fred Blå Himlen Blues        | SE17 (2 Wo.)SE |                  |
| 1986 | Var e vargen                 | SE6 (5 Wo.)SE |                  |
| 1986 | Peace                        | SE11 (2 Wo.)SE |                  |
| 1987 | 19hundra80sju                | SE8 (3 Wo.)SE |                  |
| 1988 | ...som eld Tiggarens Tal     | SE8 (3 Wo.)SE |                  |

Weitere Singles
- 1982: Alltid attack (als Rymdimperiet)
- 1983: Alltid rött alltid rätt
- 1985: Märk hur vår skugga
- 1985: C. C. Cowboys
- 1986: Österns röda ros
- 1987: Saker som hon gör
- 1988: Be the President
- 1988: I hennes sovrum